# حماية الغاز
حماية الغاز (بالإنجليزية: Gas protection)‏، هو أسلوب تقني لمنع أو للسيطرة على تغلغل الغاز إلى خارج الحدود المسموحة. وعادة ما تتحقق السيطرة على انتقال الغاز عن طريق منع المسار أو إزالة مصدر توليد الغاز. هناك العديد من الطرق المتاحة لتحقيق حماية خصائص البناء الجديد وكذلك عامل آخر هو استخدام العقار والحجم.

## روابط خارجية
- Clean Air Blanket. Positive Pressure Active Gas Protection System